# Evaza kerteszi
Evaza kerteszi är en tvåvingeart som beskrevs av Meijere 1914. Evaza kerteszi ingår i släktet Evaza och familjen vapenflugor. Inga underarter finns listade i Catalogue of Life.